# Da’il
Da’il (arab. داعل) – miasto w Syrii, w muhafazie Dara. W 2004 roku liczyło 29 408 mieszkańców.